# Romina Norambuena
Romina Paloma Norambuena Blasi (Santiago, 22 de diciembre de 1988) es una actriz chilena, conocida por sus interpretaciones en varias telenovelas de Mega, como Pituca sin lucas, Pobre gallo, Perdona nuestros pecados e Isla Paraíso.

## Biografía
Es egresada de la Academia de Actuación de Fernando González y del Actor's Studio en Buenos Aires y diplomada en pedagogía teatral de la Universidad de Chile. Su primera aparición en telenovelas fue un bolo en Socias de Televisión Nacional de Chile. Su primer papel estable fue en Pituca sin lucas de Mega (2014), con el personaje de Alejandra Moreno, una estudiante del instituto que se interesa en Salvador (Francisco Puelles). 
A inicios de 2016 forma parte del elenco de Pobre gallo. Ahí ella se convierte en la Cabo Morales, una carabinero que vive un trío amoroso con dos de sus colegas, lo que desatará el comidillo de las "viejas copuchentas" de Yerbas Buenas, el lugar donde se desarrollan los hechos de la teleserie.
Ya para 2017 Romina da el salto a la fama cuando forma parte del elenco de la exitosa Perdona nuestros pecados, en la que interpreta a Ingrid Ormeño, trabajadora de los Almacenes Quiroga que deberá debatirse entre seguir trabajando en los almacenes y cubrir las espaldas de su jefe Armando Quiroja (Álvaro Rudolphy); o renunciar y empezar desde cero. Una decisión que si ella no sabe responder, le podría costar hasta la vida. En la recta final de la primera temporada se puede ver la evolución vengativa del personaje, tras haber sido parte de una violación.
En mayo de 2019, se integra a la telenovela Isla Paraíso, también de Mega, protagonizada por Paola Volpato y Francisco Melo, donde interpretó al personaje de Erika González, cuya trama secundaria es el de una madre que en donde tendrá que recuperar a su hijo perdido en la isla, el cual fue encontrado por el protagonista.

## Filmografía

### Telenovelas
| Año       | Título                   | Papel            | Canal    |
| --------- | ------------------------ | ---------------- | -------- |
| 2014      | Pituca sin lucas         | Alejandra Moreno | Mega     |
| 2016      | Pobre gallo              | Daniela Morales  | Mega     |
| 2017-2018 | Perdona nuestros pecados | Íngrid Ormeño    | Mega     |
| 2019      | Isla Paraíso             | Erika González   | Mega     |
| 2024      | Secretos de familia      | Julieta Mardones | Canal 13 |
| 2024      | Juego de ilusiones       | Marisela Pastor  | Mega     |
| 2025      | El jardín de Olivia      | Leonor Silva     | Mega     |